# Еретик (судно)
«Ерети́к» (фр. L'Heretique) — надувная резиновая лодка, изготовленная компанией Zodiac для французского доктора Алена Бомбара, который на этом суденышке в одиночку пересек Атлантический океан за 65 дней, с 19 октября по 22 декабря 1952 года. Названа так потому, что в то время сама мысль о возможности длительного плавания на маленькой лодке, без запасов питьевой воды и пищи считалась ересью.
Лодка была выполнена в виде туго накачанной резиновой «колбасы», изогнутой в форме вытянутой подковы, длиной 465 сантиметров при ширине в 190 сантиметров, оконечности которой соединялись деревянной кормой. В лодке не было ни одной металлической детали. На резиновом дне лежал легкий деревянный настил. Каждый из боковых поплавков состоял из четырех отсеков, которые накачивались и спускались независимо один от другого, хотя и соединялись между собой перекрываемыми трубками. Дно было практически плоским. Неподвижно укрепленный брус, как хребет, делил лодку вдоль на две части, образуя небольшой килевой выступ, который увеличивал ее устойчивость на море. Лодка была оснащена четырехугольным люгерным парусом площадью около трех квадратных метров. Парус крепился на мачте, далеко вынесенной вперед, что не позволяло лодке идти против ветра. Тем не менее она могла совершать некоторые маневры благодаря двум выдвижным килям, укрепленным по бортам на уровне трети длины лодки, считая от носа. Эти две пластины нужны были главным образом для причаливания к берегу.
По завершении перехода лодка, оставшаяся в хорошем техническом состоянии, была переправлена с острова Барбадос в Париж, в Национальный морской музей.
Благодаря эксперименту Бомбара Лондонская конференция по обеспечению безопасности мореплавания приняла решение оснастить корабли надувными плотами. Они доказали свою эффективность как спасательное средство. Произошло это в 1960 году.